# Gianluca Mosole
Gianluca Mosole (Treviso, 28 aprile 1963) è un chitarrista italiano.

## Biografia
L'esordio di Gianluca Mosole nel mondo della musica è molto precoce: a sedici anni vince un concorso per chitarristi indetto dalla CBS e, appena ventenne, pubblica AFTER RAIN (1983), un mini lp autoprodotto, che già pone in risalto le sue doti istintive per lo stile Fusion. La sua caratteristica distintiva è suonare da mancino senza girare le corde.
Nel 1985 firma il suo primo contratto per la Polygram: EARTHEART, a cui partecipa il celebre percussionista/vocalist Nanà Vasconcelos. Due anni dopo GM passa alla Fonit Cetra pubblicando TEPORE, con la collaborazione di Miroslav Vitous (basso), Airto Moreira (percussioni e batteria), Hiram Bullock (voce e chitarra). Nel 1989, sempre per la Fonit Cetra, pubblica OPEN STREETS, un'opera che si avvicina alla pop music grazie all'inserimento di brani vocali, interpretati da Manuela Panizzo. MAGAZINE, un album pubblicato nel 1992, segna il passaggio ad una etichetta indipendente specializzata in Jazz/Fusion: la United Project, con ospiti come Tom Brechtlein (batteria), Oscar Cartaya (basso), Lisa Hunt (voce). Ancora oggi Magazine è distribuito in tutto il mondo. Mosole, grazie a questi lavori, viene segnalato più volte da riviste specializzate come miglior chitarrista di jazz contemporaneo.
Dal 1986 al 1992 partecipa a numerosi eventi live, citiamo l'apertura ai concerti di Gil Evans e Sting all'edizione del 1987 di Umbria Jazz, di Miles Davis al Palatrussardi di Milano e al Palaeur di Roma, di Al DiMeola e Paul Motion/Bill Frisell quartet.
Gli anni dal 1995 al 1999 vedono la collaborazione con una nuova band project i KAìGO, con cui pubblicano per la Sugar CON L'ACCENTO SULLA I e per la Wea FREEABILE: due lavori dall'impronta Soul/Rnb.
A giugno 2005 GM è invitato al prestigioso festival jazz di ROCHESTER nello stato di New York, per l'anteprima di "No Title". Sempre nel 2005 partecipa ad un evento straordinario a scopo benefico, denominato OLD FRIENDS AND NEW FRIENDS, al Palazzo del Cinema del Lido di Venezia, in cui suona con artisti di calibro mondiale come Joe e Gino Vannelli band e Peter Erskine.
Il 2006 è l'anno del ritorno discografico da solista, e pubblica "NO TITLE", che vede la partecipazione di Cece Rogers, Moony e Manuela Panizzo alle voci, e il trombettista Marco Tamburini. Questo lavoro testimonia un artista che ha ancora molto da dire, per la grande maturità interpretativa e compositiva.
Il 2010 è la volta di "ONEMANBAND computer&Music", si tratta di un lavoro con pezzi inediti e rifacimenti di altri già presenti nei cd precedenti, realizzato nel periodo che va dal '93 al 2000, senza l'apporto di musicisti ma con computer e ovviamente chitarra, in più sono presenti alcuni inserimenti vocali.
Nel 2013 è uscito l'album dal titolo "Verona Studio/Live".

## Discografia
- After The Rain (1983)
- EartHeart (1985)
- Sonny Boy Live (1987)
- Tepore (1987)
- Open Streets (1989)
- Magazine (1992)
- No Title (2006)
- OneManBand "Computer&Music '93/'00" (2010)
- Verona Studio/Live (2013)